# Kia Ceed
El Kia Ceed (rotulado CEED; conocido como Kia Cee'd antes de 2018) es un automóvil de turismo del segmento C producido por el fabricante de automóviles surcoreano Kia Motors desde el año 2006. Es un cinco plazas con motor delantero y tracción delantera. Entre sus rivales se encuentran el Ford Focus, el Peugeot 308, el Volkswagen Golf, el Honda Civic, el Mazda 3, el Opel Astra, el SEAT León y el Toyota Auris.
Fue desarrollado para Europa en paralelo a la segunda generación del Kia Cerato de vocación mundial, reemplazando entre ambos a la primera generación del Cerato. Es el primer vehículo de Kia diseñado y construido en Europa.
Para sustituir a su generación anterior de alternativas en el segmento C, Hyundai (propietaria de Kia) y la propia Kia han seguido la estrategia de desdoblar la gama en vehículos adaptados al mercado europeo, como ya hizo Toyota con el Toyota Corolla y el Toyota Auris.
De esta estrategia surgieron el Cee'd y el Hyundai i30. Las características de ambos son fabricación en Europa—Eslovaquia en el caso del Cee'd—, altos niveles de calidad percibida, habitabilidad válida para 5 adultos y equipaje,  ausencia de versión tres volúmenes -marginales en Europa- y preponderancia de motorizaciones de ciclo Ciclo Diesel.
Como curiosidad sobre el origen del nombre del Cee'd, decir que circulan dos teorías sobre ello: una indica que evoca a la Unión Europea y otra apunta a que su pronunciación en inglés es homónima con la palabra seed (semilla) para indicar el germen de la expansión masiva de Kia por toda Europa, fruto de su nueva estrategia comercial. En su tercera generación el modelo pasa a denominarse Ceed, y la marca expresamente aclara que se trata del acrónimo de Comunidad europea con diseño europeo ("Community of Europe, with European Design").
Paralelamente se desarrollaron el Hyundai Elantra de cuarta generación y la segunda generación del Kia Cerato/Kia Forte, básicamente el mismo coche pero con opciones como el Kia Forte Koup, un coupé dos puertas de tres volúmenes de gran éxito en Asia y Norteamérica y por otra parte la versión cuatro puertas del Cerato en plena difusión en mercados emergentes).

## Primera generación (ED, 2006-2012)
El primer prototipo del Cee'd, el "cee'd concept", era un hatchback de cinco puertas que fue mostrado en el Salón del Automóvil de Ginebra de 2006. Luego, un hatchback de tres puertas y un familiar de cinco puertas llamados "pro_cee'd concept" y "cee'd sporty wagon concept" fueron presentados en el Salón del Automóvil de París de 2006, y más tarde un descapotable con techo metálico en el Salón del Automóvil de Ginebra de 2007 con el nombre "ex_cee'd cabrio concept". El modelo de producción se ofrecía inicialmente con carrocería hatchback de cinco puertas, a la que se añadió un familiar de cinco puertas a fines de 2007 ("cee'd Sporty Wagon") y un tres puertas a principios de 2008 ("pro_cee'd"). En el año 2010 se presentó un rediseño de las versiones de cinco puertas y del familiar que incluyó ligeros retoques estéticos en el frontal así como cambios en el equipamiento.
El Kia Ceed es la apuesta de Kia dentro del segmento de compactos, el más competido de Europa, y supuso una apuesta tremendamente arriesgada, pues con su primera generación se comenzó con la política de siete años de garantía que posteriormente ha ido ampliándose al resto de la gama. 

### Motorizaciones
Sus motorizaciones son todas de cuatro cilindros en línea y cuatro válvulas por cilindro. Los gasolina son tres, uno de 1.4 litros de cilindrada y 109 CV de potencia máxima, uno de 1.6 litros y 122 CV, y uno de 2.0 litros y 143 CV. Los Diesel son un 1.6 litros de 90 o 115 CV de potencia máxima y un 2.0 litros de 140 CV, los tres con inyección directa common-rail, turbocompresor de geometría variable e intercooler.
| Gasolina: - 1.4: 4 cilindros, 16 válvulas, 1396 cm³, 109 CV, 137 Nm - 1.6: 4 cilindros, 16 válvulas, 1591 cm³, 126 CV, 154 Nm - 2.0: 4 cilindros, 16 válvulas, 1975 cm³, 143 CV, 186 Nm | Diésel: - 1.6 CRDI: 4 cilindros, 16 válvulas, 1582 cm³, 90 CV, 235 Nm - 1.6 CRDI: 4 cilindros, 16 válvulas, 1582 cm³, 115 CV, 255 Nm - 2.0 CRDI: 4 cilindros, 16 válvulas, 1991 cm³, 140 CV, 305 Nm |

Kia Ceed instala motores de gasolina Gamma, que son motores de 1.4 litros y 1.6 litros. La mayoría, aproximadamente el 73 por ciento de los autos en el mercado están equipados con motores 1.6 litros.

## Segunda generación (JD, 2012-2018)

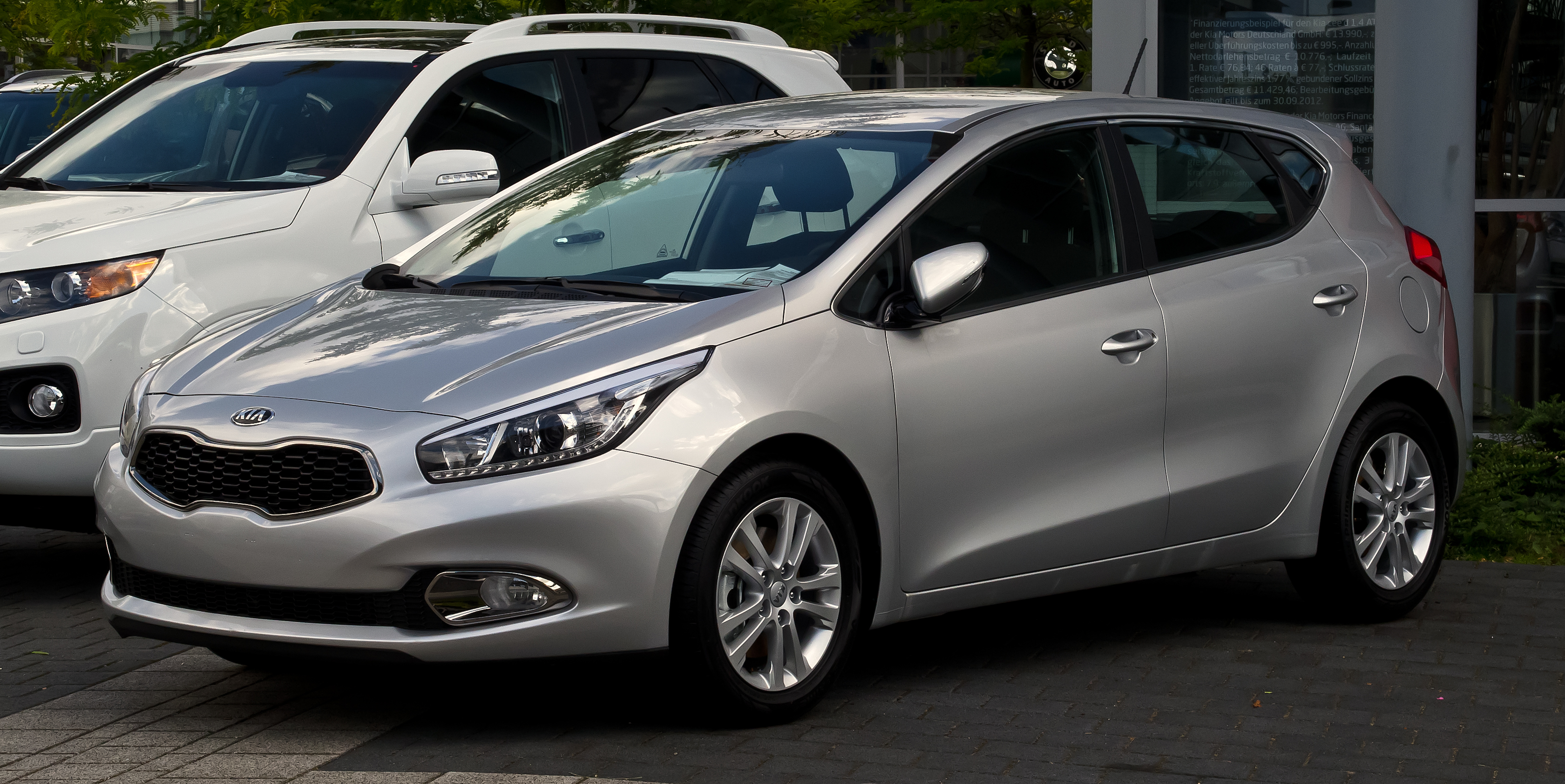
Kia Cee'd de segunda generación

La segunda generación del cee'd está disponible desde abril de 2012.
En el cee'd se puede elegir entre cuatro versiones, dos de gasolina —100 y 135 CV— y otras dos Diesel —90 y 128 CV— más un 1.6 CRDi VGT de 135 CV. Todos ellos ya estaban disponible en el modelo anterior, al final de su comercialización, salvo el de gasolina de mayor potencia y en 1.6 CRDi VGT —el menos potente daba 105 CV en lugar de 100 CV—.
Hay tres tipos de cajas de cambio: una manual de seis velocidades y dos automáticas, una de convertidor de par y otra de doble embrague («DCT»), ambas de seis relaciones. El cee'd estrena este tipo de transmisión de doble embrague en la gama KIA. Es posible que más adelante esté disponible en otros de sus modelos. A diferencia de otras marcas, el cambio de KIA es de producción propia, no de fabricantes especializados como Borg Warner o Getrag. Además el Cee'd cuenta con un sistema que al estacionar ve si entra en el lugar y el conductor lo único que tiene que hacer es usar el acelerador y el freno .
La segunda generación, lanzada en el Salón de Ginebra de 2012, trajo consigo varias renovaciones pero manteniendo la esencia del conjunto e intentando añadir un toque más deportivo en todas las carrocerías. Pues el Kia Ceed se comercializa con varias carrocerías diferentes. Cinco puertas, coupé y familiar. La oferta mecánica ha ido evolucionando y en la actualidad incluye motores tricilindricos de baja cilindrada y sobrealimentados así como un potente 1.6 turboalimentado con 200 CV. En diésel se recurre al 1.7 CRDI de la marca.

## Tercera generación (CD, 2018-presente)
El Ceed de tercera generación se anunció en febrero de 2018 y se presentó oficialmente en el Salón del Automóvil de Ginebra 2018. La producción del hatchback comenzó en mayo de 2018, estando disponible desde junio.

Las versiones ProCeed (“shooting brake”) y familiar, denominada Tourer en España y en otros países “Sportswagon” (SW), aparecieron unos meses después. La versión XCeed (“crossover”) salió al mercado en España en junio de 2019.
|                    |
| Ceed vista trasera |

|                           |
| Ceed Tourer vista trasera |

|                       |
| Proceed vista frontal |

|                       |
| Proceed vista trasera |

|                     |
| XCeed vista frontal |

|                     |
| XCeed vista trasera |